# Fläns

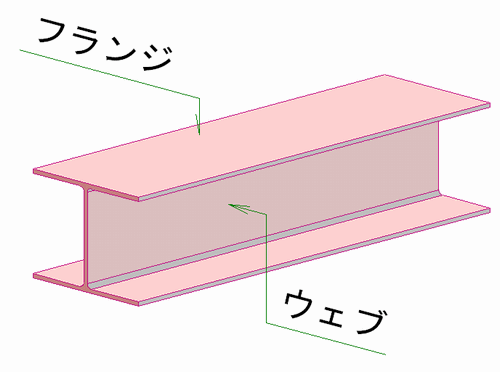
I-balk med över- och underfläns, och mellanliggande balkliv.

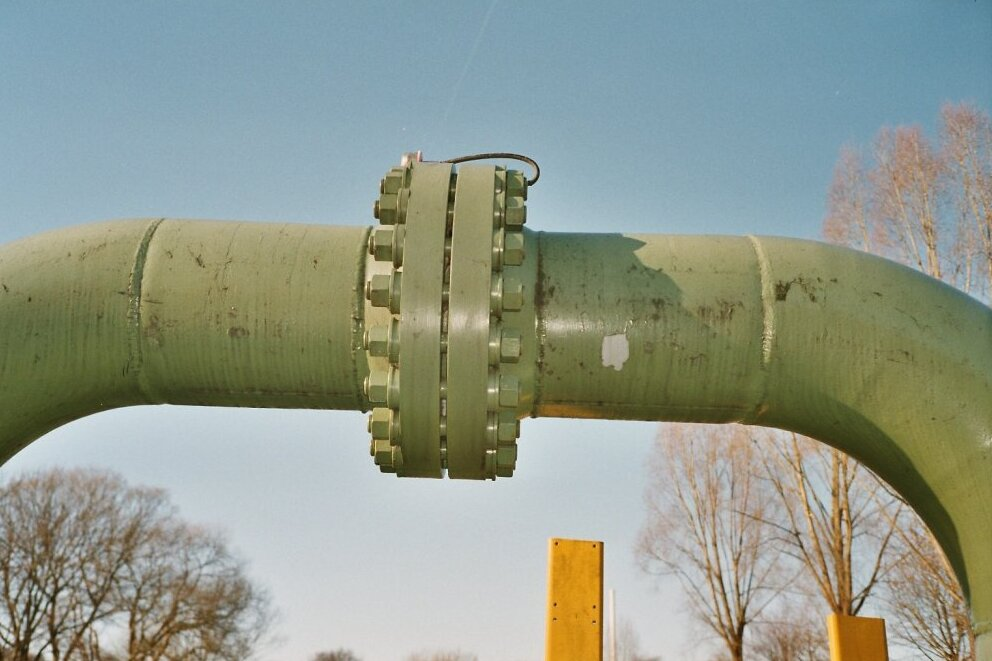
Skarvfläns på en gaspipeline.

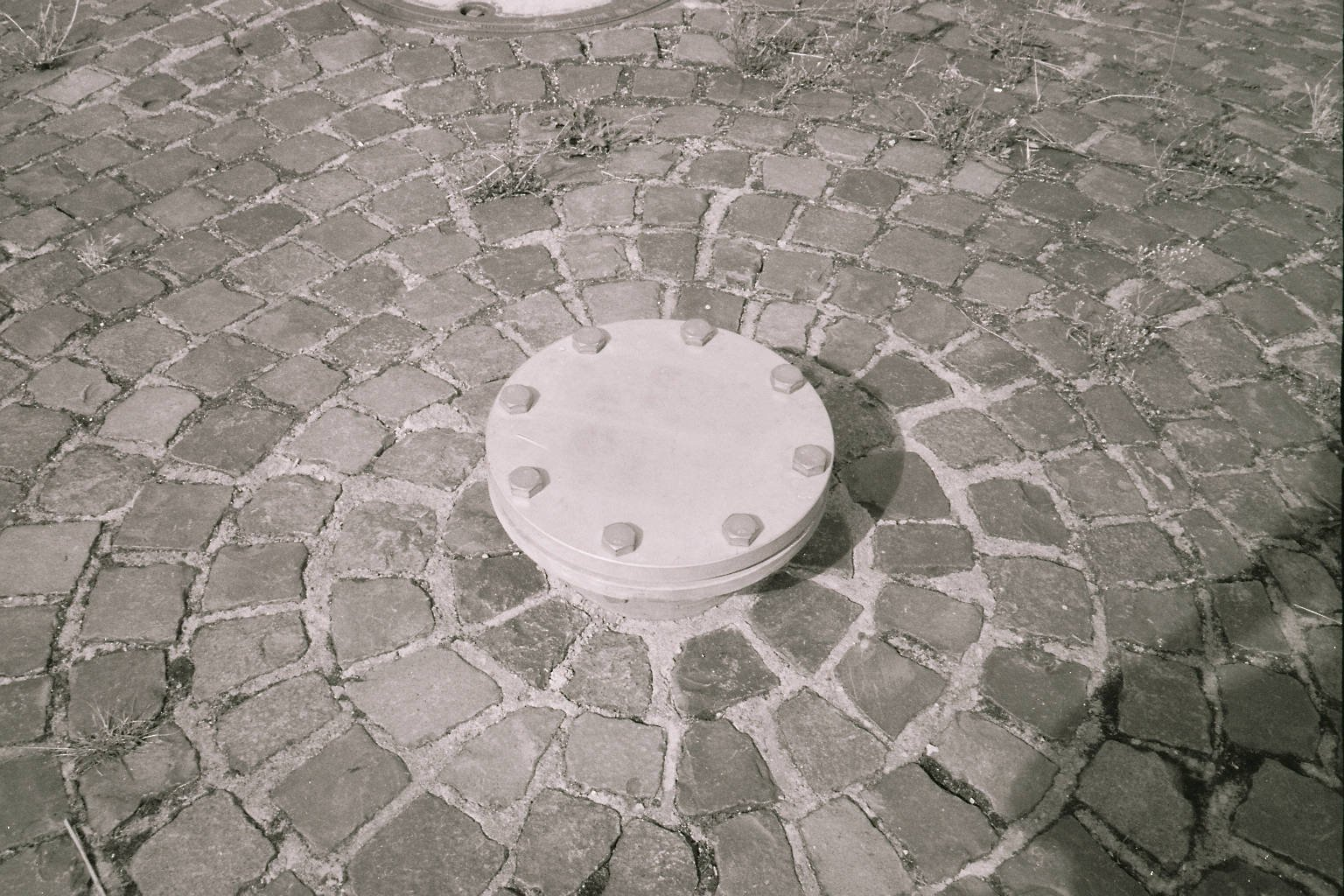
Blindfläns som avslutning på en rörledning.

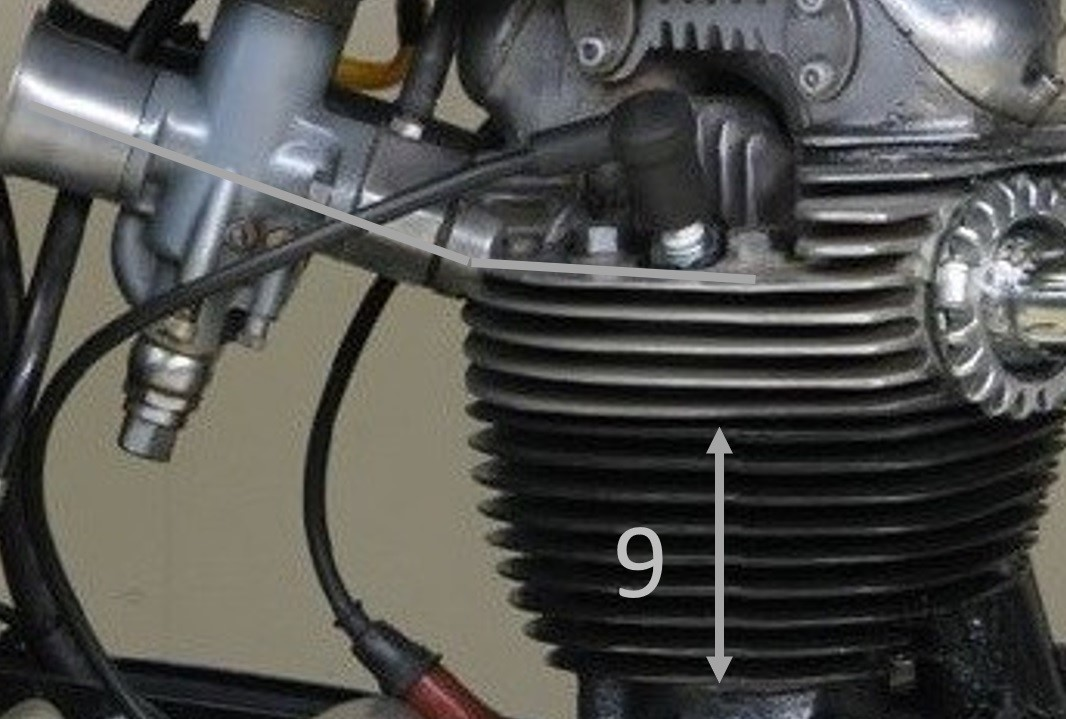
Kylfläns på en luftkyld motorcykelmotor.

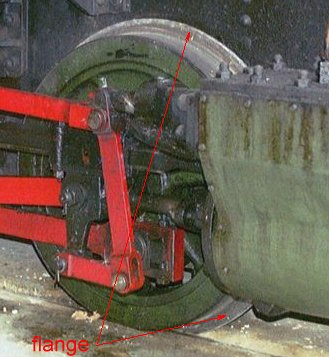
Flänshjul på ett tåg.

Fläns är en tunn, utstickande skiva, som löper längs eller runt ett föremål. Ofta är flänsen av samma material som föremålet. Fläns kan även syfta på en balkfläns, det vill säga över- och underdelen av en I-balk. Flänsar kan ha olika funktion och utformning.

## Skarvfläns
Skarvflänsar sitter i ändarna på rör eller stänger avsedda att fästas ihop ände mot ände, eller också för att fästa änden mot en plan yta. De ser oftast ut som en ring, för det mesta i samma material som röret/stången och försedda med hål för bultar, om de är avsedda för skruvförband. Det finns även flänsar avsedda för till exempel svetsning.

## Blindfläns
En blindfläns är en cirkulär platta som monteras på ett rörs skarvfläns för att stänga av änden av en rörledning.

## Kylfläns
Kylflänsar är en anordning som ökar den värmeavgivande ytan hos en komponent som behöver kylas, till exempel en förbränningsmotor eller en dator. Kylflänsar är gjorda av material med goda värmeledningsegenskaper. 
Ofta tillverkas kylflänsar som enheter, med ett stort antal flänsar fördelade på en yta i mer eller mindre invecklade mönster. Genom den stora ytan ökar kyleffekten. 

## Stoppfläns
Stoppflänsar sitter på exempelvis en hjulaxel för att förhindra att hjulet glider iväg längs axeln.

## Flänshjul
Ett flänshjul är ett hjul med en cirkulär kant. Flänshjul finns på spårfordon som tåg och spårvagnar, och hindrar fordonet från att åka av spåret.